# TheMarker
TheMarker (ивр. דה-מרקר‎) — ежедневная израильская деловая газета на иврите, издаваемая группой Гаарец.
Основана в 1999 году журналистом и предпринимателем Гаем Рольником при помощи Haaretz Group и инвесторов из США. Через пять лет после запуска TheMarker был закрыт давно существующий бизнес-раздел газеты Гаарец, так как его функцию взяла на себя газета TheMarker, бренд, созданный в Интернете.
Главный редактор TheMarker — Сами Перец, с 2012 года — Эйтан Авриэль. Только в TheMarker работает около 250 сотрудников, редакция размещается в здании газеты «Гаарец» в Тель-Авиве.
В настоящее время TheMarker выпускается как:
- интернет-газета на своём веб-сайте
- ежедневная печатная газета
- ежемесячный печатный журнал

TheMarker также выступает как организатор бизнес-мероприятий. Некоторые статьи TheMarker переведены на английский язык и опубликованы в английской версии Haaretz при сотрудничестве с International New York Times.
Сайт занимает 39 место по популярности в Израиле (февраль 2024).

## История
TheMarker, основанная Гаем Рольником и группой Haaretz, была зарегистрирована в 1999 году и запущена в марте 2000 года. Рольник, Авриэль и Идо Поллаки запустили первый веб-сайт деловых новостей и первый онлайн-журнал новостей в Израиле.
В декабре 1999 года американский сайт деловых новостей TheStreet заключил соглашение с Haaretz об инвестировании 2,25 миллиона долларов в обмен на 25 % акций TheMarker. Однако, после того, как лопнул пузырь доткомов, инвестиции в TheMarker были полностью обесценены.
В 2001 году TheMarker начал издавать ежемесячный печатный журнал TheMarker Magazine. Особенностью журнала является ежегодные публикации списков:
- «100 самых влиятельных людей Израиля»
- «500 самых богатых людей Израиля».

В 2005 году бизнес-раздел газеты «Гаарец» был закрыт, его заменила газета TheMarker, такая реорганизация привела к росту числа платных подписчиков Гаарец (к 2006 году рекордное число — более 60 000 человек), и к росту доходов от рекламы в печатном издании TheMarker на 50 %.
В 2007 году TheMarker запустил TheMarker Café, первую в Израиле социальную сеть для взрослых.
В 2008 году печатное издание TheMarker стало доступно и как отдельный продукт.

## Взгляды и мнения редакции
В конце 2011 года TheMarker опубликовал серию статей о таких скандинавских государствах, как Финляндии, Швеции и Дании (Северная модель, как сочетание рыночного капитализма и политики государства всеобщего благосостояния). Эта серия стала одной из самых читаемых в истории TheMarker.
TheMarker также критиковал политику ценообразования на природный газ из израильского месторождения Тамар.

## Награды и признание
- 2005

июль—Гай Рольник получил звание «Человек месяца в маркетинге» от Израильской ассоциации маркетинга
- 2006

январь—Гай Рольник получил звание «Человек года в маркетинге» (за 2005 год) Израильской ассоциации маркетинга
- 2007

июль—TheMarker выиграл израильскую премию EFFIE в категории СМИ за 2006 год.
Личные награды Гая Рольника за журналистские достижения:
- награда «Рыцарь качественного правительства Израиля от Движения за качественное правительство Израиля[ивр.][12]
- Премия Соколова[13]

## Упоминания в прессе
В мае 2004 года Гай Рольник был назван самым влиятельным экономическим обозревателем в Израиле.
В феврале 2011 года редактор The New Yorker Дэвид Ремник опубликовал статью о Haaretz и Schocken, в которой упоминался редактор Гай Рольник, как заинтересованный в индустрии высоких технологий, публикующий статьи-расследования о том, что он называл „израильскими олигархами“, небольшой группой миллиардеров и их семей, которые контролируют большую часть национальной экономики».
В марте 2015 года журналист и медиакритик Майкл Массинг осветил работу TheMarker в эссе «Как исправить американскую журналистику». Публикации Рольника вызвали растущее возмущение по поводу неравенства в израильском обществе, что привело к серии массовых демонстраций в 2011 году. Эти протесты, в свою очередь, побудили Кнессет принять законопроект о разделении израильских конгломератов. Примечательно, что из многих известных сайтов цифровой журналистики — Huffington Post, The Daily Beast, BuzzFeed, Business Insider — ни один не изучает американских олигархов так, как это делал TheMarker в Израиле.